# 范承祚
范承祚，中华人民共和国政治人物、外交官。
1986年，接替郗照明，担任中华人民共和国驻阿尔巴尼亚大使。1989年，由顾懋萱接任。